# Amphilochoides pseudolongimanus
Amphilochoides pseudolongimanus är en kräftdjursart. Amphilochoides pseudolongimanus ingår i släktet Amphilochoides och familjen Amphilochidae. Inga underarter finns listade i Catalogue of Life.